# Montredon-des-Corbières
Montredon-des-Corbières (okzitanisch Montredon de las Corbièras) ist eine französische Gemeinde mit 1477 Einwohnern (1. Januar 2022) im Département Aude in der Region Okzitanien. Sie gehört zum Gemeindeverband Le Grand Narbonne.

## Geografie
Montredon-des-Corbières liegt sechs Kilometer nordwestlich von Narbonne.
Nachbargemeinden sind Narbonne im Norden, Osten und Süden, Bizanet im Westen und Névian im Nordwesten.

## Geschichte
In Montredon, das am Hügel Labade liegt, existierten gallo-römische Villen. Solche Funde aus dieser Epoche wurden an verschiedenen Stellen im Gemeindegebiet gemacht. Die Verehrung des heiligen Martin, die mit dem Dorffest begangen wird, zeugt von der Entwicklung einer römischen Villa hin zum Dorf seit dem 5. Jahrhundert. Der erste Herr von Montredon begleitete 1099 den Grafen von Toulouse zum Kreuzzug. Sein Wappen ist noch heute das Gemeindewappen. 1194 erlaubte der Vicomte von Narbonne dem Herren von Montredon, ein Schloss zu bauen. 1976 waren die Winzer der Gemeinde von einer Krise betroffen.

## Sehenswürdigkeiten
- Alter Turm und alte Mühle
- Schlossruine (9. Jahrhundert)
- Überreste der Via Aquitania[2]

## Bevölkerungsentwicklung
| Jahr      | 1962 | 1968 | 1975 | 1982 | 1990 | 1999 | 2008 | 2017 |
| Einwohner | 640  | 645  | 717  | 729  | 850  | 904  | 1104 | 1477 |